# Ghetouri naziste
Odată cu invadarea Poloniei în timpul celui de-al Doilea Război Mondial, autoritățile Germaniei Naziste au înființat ghetouri pe teritoriul ocupat în Europa în scopul de a-i izola și de a-i deține pe evrei și, uneori, și pe locuitorii de etnie romă, în zone restrânse geografic ale orașelor și târgurilor exploatate de ocupanți. În documente și pe pancartele de la intrarea în ghetouri, naziștii germani s-au referit la ele, de obicei, sub numele de Jüdischer Wohnbezirk sau Wohngebiet der Juden, traduse ambele drept Cartierul Evreiesc. Au existat mai multe tipuri distincte de ghetouri, printre care ghetouri deschise, ghetouri închise, ghetouri de muncă, de tranzit și de exterminare, așa cum sunt definite de istoricii Holocaustului. Într-un număr de cazuri, aici au avut loc acțiuni de rezistență ale evreilor împotriva ocupației germane, cunoscute colectiv sub numele de revolte din ghetou.

## Istoric

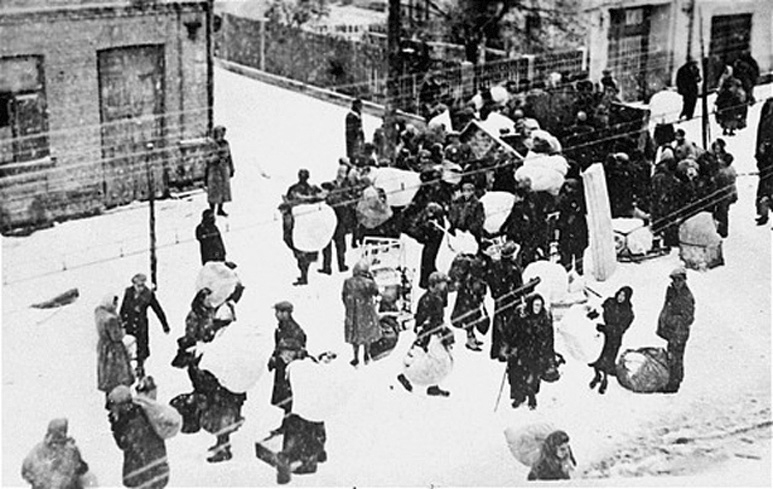
Aducerea evreilor în noul Ghetou Grodno din Bezirk Bialystok, noiembrie 1941

Prima măsurile antievreiești au fost adoptate în Germania odată cu instaurarea regimului nazist, fără să fie planificată o ghetoizare a evreilor germani care a fost respinsă în perioada de după Noaptea de cristal. Cu toate acestea, la scurt timp după invadarea Poloniei de către Germania în 1939, naziștii au început să desemneze zone din orașe și din târgurile poloneze ca spații exclusiv evreiești și în câteva săptămâni a fost declanșat un program masiv de strămutare a evreilor polonezi din localitățile lor de origine prin expulzări forțate. Întregi comunități evreiești au fost deportate sistematic cu trenul din locurile lor de origine în aceste zone închise, sub supravegherea batalioanelor Orpo, mai întâi în Reichsgaue și apoi în teritoriile Guvernământului General.
Primul ghetou din perioada celui de-al Doilea Război Mondial a fost înființat pe 8 octombrie 1939 la Piotrków Trybunalski (la 38 de zile după invazie), urmat de ghetoul din Tuliszków înființat în decembrie 1939. Primul ghetou metropolitan cunoscut ca Ghetoul Łódź (Litzmannstadt) a fost înființat în aprilie 1940, apoi a urmat deschiderea Ghetoului din Varșovia în luna octombrie. Majoritatea ghetourilor evreiești au fost înființate în 1940 și 1941. Ulterior, mai multe ghetouri au fost închise din exterior cu pereți cu cărămidă sau împrejmuite cu sârmă ghimpată. În cazul ghetourilor închise, orice evreu care încerca să fugă de acolo putea fi împușcat. Ghetoul din Varșovia, situat în centrul orașului, a fost cel mai mare ghetou de pe teritoriul ocupat de naziști, cu peste 400.000 de evrei înghesuiți într-o zonă cu suprafața de 3,4 km2. Ghetoul Łódź a fost al doilea ghetou ca mărime, adăpostind aproximativ 160.000 de oameni. Potrivit arhivei United States Holocaust Memorial Museum, au existat cel puțin 1.000 de astfel de ghetouri pe teritoriul ocupat și anexat de germani în Polonia și în Uniunea Sovietică.

## Condiții de trai
Ghetourile din întreaga Europa de Est aveau dimensiuni, scopuri și condiții de trai diferite. Condițiile de trai din ghetouri erau, în general, brutale. În Varșovia, evreii, care formau 30% din populația generală a orașului, au fost nevoiți să trăiască pe un teritoriu ce reprezenta doar 2,4% din suprafața orașului, unde exista o densitate de 7,2 persoane pe cameră. În ghetoul Odrzywół 700 de oameni au trăit într-o zonă ocupată anterior de cinci familii, locuind între 12 și 30 de persoane în fiecare cameră. Evreii nu aveau voie să iasă din ghetou, așa că au trebuiau să supraviețuiască consumând produse de contrabandă și rațiile de hrană furnizate de naziști: această rație era în Varșovia de 253 de calorii (1.060 kJ) pentru un evreu, în comparație cu 669 de calorii (2.800 kJ) pentru un polonez și 2.613 calorii (10.940 kJ) pentru un german. Din cauza aglomerației, a rațiilor insuficiente de hrană și a lipsei igienei (asociată cu lipsa proviziilor medicale) au izbucnit epidemii de boli infecțioase în ghetouri, care au cauzat moartea unui număr mare de persoane. În Ghetoul Łódź aproximativ 43.800 de oameni au murit de „cauze naturale”, în timp ce în Ghetoul Varșovia au murit 76.000 de oameni până în iulie 1942.

## Tipuri de ghetouri

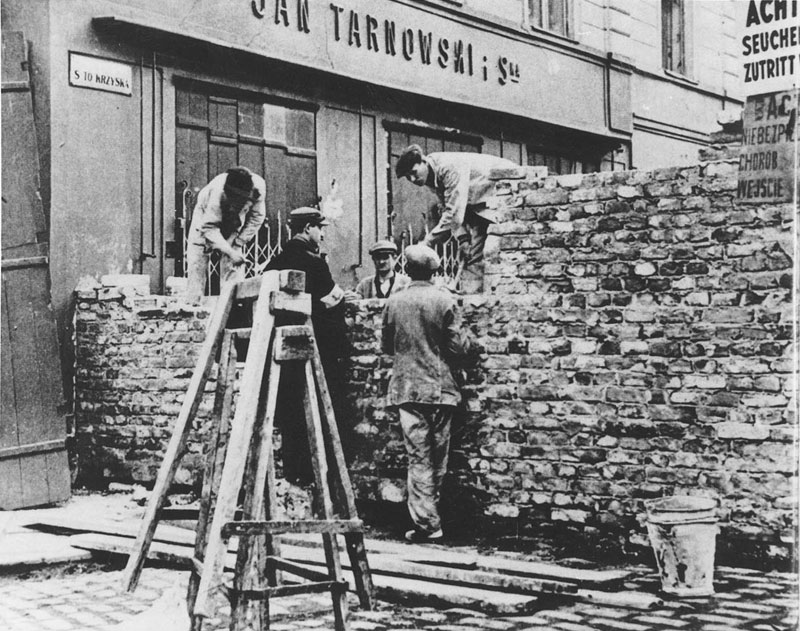
Ghetoul din Varșovia; construirea zidurilor pe Strada Świętokrzyska (văzute de pe strada Marszałkowska din „Zona Ariană”)

Pentru a preveni contactul neautorizat între evrei și neevrei, formațiuni de Poliție Germană au primit misiunea de a patrula prin zonă. În fiecare ghetou a fost înființată o forță de Poliție Evreiască pentru a preveni orice încercare de evadare a deținuților. În general, au existat trei tipuri de ghetouri administrate de către autoritățile naziste.
- Ghetourile deschise nu aveau ziduri sau garduri și au existat mai ales în etapele inițiale ale celui de-al Doilea Război Mondial pe teritoriul ocupat al Poloniei și al Uniunii Sovietice, dar și în provincia Transnistria a Ucrainei ocupată și administrată de autoritățile române. Existau restricții severe cu privire la intrarea și ieșirea de acolo.[8]
- Ghetourile închise se aflau mai ales pe teritoriul Poloniei ocupate. Erau înconjurate de ziduri de cărămidă, garduri sau sârmă ghimpată întinsă între posturi. Evreii nu aveau voie să trăiască în alte locuri, sub amenințarea pedepsei capitale. Condițiile de trai din ghetourile închise erau cele mai rele. Aceste spații erau extrem de aglomerate și insalubre. Foamea, lipsa cronică de alimente, frigul din timpul iernii și serviciile municipale inadecvate cauzau adesea focare de epidemii, cum ar fi dizenterie și tifos, cu o mortalitate ridicată.[11] Majoritatea ghetourilor naziste au fost de acest tip.[8]
- Ghetourile de distrugere sau de exterminare au existat în etapele finale ale Holocaustului, pentru perioade cuprinse între două și șase săptămâni, pe teritoriile ocupate de germani în Uniunea Sovietică - în special în Lituania și Ucraina Sovietică - în Ungaria și în Polonia ocupată. Ele erau închise complet. Populația evreiască a fost deținută în acele spații în așteptarea deportării în lagăre sau scoaterii din oraș pentru a fi împușcată de către plutoanele de execuție germane, de multe ori cu ajutorul batalioanelor locale colaboraționiste de Poliție Auxiliară.[8]

### Zona Ariană
Teritoriul unui oraș aflat în afara zidurilor ghetoului evreiesc a fost numit „Zona Ariană”. De exemplu, orașul Varșovia a fost împărțit în cartierele evreiesc, polonez și germană. Cei care locuiau în afara ghetoului trebuiau să aibă acte de identitate din care să rezulte că nu erau evrei (nici unul dintre bunicii lor nu a fost membru al comunității evreiești), ca de exemplu un certificat de botez. Astfel de documente au fost uneori numite „documente creștine” sau „ariene”. Clerul catolic din Polonia a falsificat masiv certificate de botez, care au fost date evreilor de către mișcarea poloneză de rezistență, Armata Teritorială (Armia Krajowa sau AK). Orice polonez descoperit de germani că oferea ajutor unui evreu era pasibil de pedeapsa cu moartea.

## Lichidarea

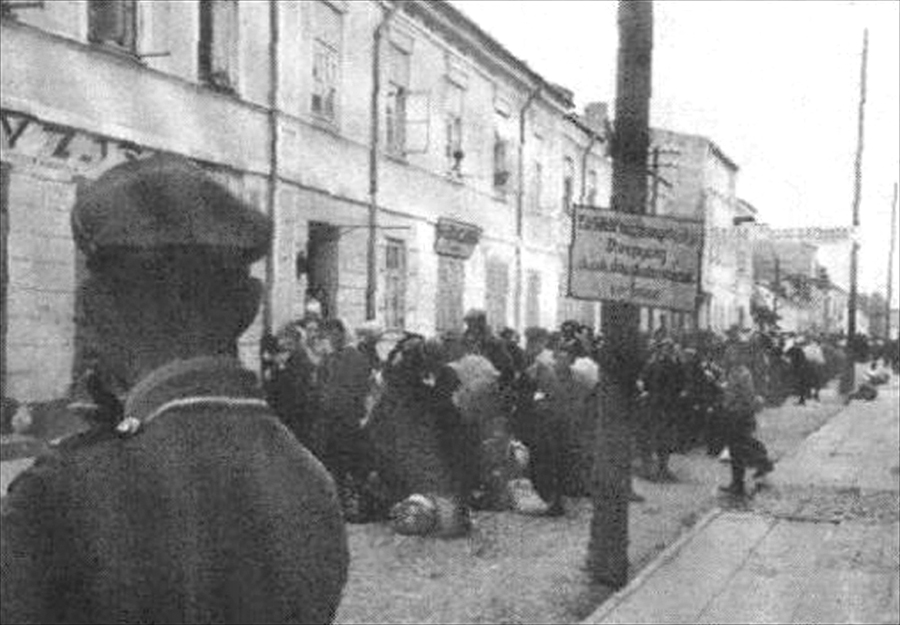
Deportarea într-un lagăr de exterminare după închiderea ghetoului Biała Podlaska realizată de Batalionul de Poliție de Rezervă nr. 101 în 1942

În 1942 naziștii au început Operațiunea Reinhard, deportarea sistematică a evreilor în lagărele de exterminare. Autoritățile naziste din întreaga Europă i-au deportat pe evrei în ghetourile din Europa de Est sau de cele mai multe ori direct în lagărele de exterminare construite de Germania Nazistă în Polonia ocupată. Aproape 300.000 de oameni au fost deportați din Ghetoul din Varșovia direct la Treblinka pe parcursul a 52 de zile. În unele ghetouri organizațiile de rezistență locală au declanșat revolte. Niciuna dintre ele nu a avut succes, iar populația evreiască din ghetouri a fost aproape în întregime ucisă. Pe 21 iunie 1943 Heinrich Himmler a emis un ordin de desființare a tuturor ghetourilor și de mutare a locuitorilor evrei în lagărele de concentrare. Câteva ghetouri au fost redesemnate ca lagăre de concentrare și au continuat să existe până în 1944.